# Maszynoznawstwo mechaniczne
Maszynoznawstwo mechaniczne – jedna z podstawowych dziedzin wiedzy inżynierii mechanicznej zajmująca się nauką projektowania i eksploatacji maszyn tradycyjnie będących domeną inżynierii mechanicznej:
- silników spalinowych
- przenośników cieczy
- sprężarek
- urządzeń dźwigowo-transportowych
- maszyn budowlanych
- maszyn rolniczych
- środków transportu
- obrabiarek